# Anne de Celje
Anne de Celje (en slovène : Ana Celjska ; en polonais : Anna Cylejska), née vers 1381 et morte le 21 mai 1416 à Cracovie, fut reine de Pologne et grande-duchesse de Lituanie par son mariage avec Ladislas II Jagellon en 1402.

## Biographie
Elle est la seule enfant de Guillaume (1361-1392), comte de Celje, et de son épouse Anne de Pologne (1366-1425), la plus jeune fille et unique survivante de Casimir III de Pologne. Il est probable qu'Anne soit née dans le château de Celje (en) dirigé par son père et son cousin Herman II († 1435). Les comtes de Celje, auparavant vassaux des Habsbourg en Styrie, avaient obtenu l'immédiateté impériale des mains de l'empereur Louis IV en 1341.
Anne n'est âgée que de 10 ans quand son père décède. Deux ans plus tard, sa mère épouse Ulrich, duc de Teck, et laisse Anne aux bons soins d'Herman II et de son épouse Anne de Schaunberg. Il est très probable que la jeune fille était analphabète et ne parlait pas polonais.
En juillet 1399, la reine Hedwige Ire de Pologne, cousine au deuxième degré d'Anne, décède au cours d'un accouchement difficile. La Pologne tombe dans les mains d'un étranger. Pour légitimer son règne, Ladislas Jagelon à besoin d'épouser d'une descendante des Piast.
En 1401, Ladislas dépêche des envoyés à Celje, auprès d'Herman II pour lui demander la main d'Anne. Le 16 juillet 1401, celle-ci arrive à Cracovie où elle est accueillie aux portes de la ville. Cependant, Ladislas a une forte aversion pour sa fiancée. Le mariage est reporté en invoquant la nécessité pour Anne d'apprendre le polonais. Tandis que le futur époux parcourt les territoires de l'est de son royaume, sa fiancée est recluse dans un monastère. Le mariage n'a lieu que le 29 janvier 1402 dans la cathédrale du Wawel. Pour des raisons inconnues, Anne ne sera couronnée que le 25 février 1403.
Le mariage est assez distant. Trente années séparent Ladislas et sa jeune épouse qui n'a pas la réputation d'être très attirante. Le roi voyage fréquemment, la laissant seule au château du Wawel. C'est une épouse religieuse et obéissante.
À l'automne 1407, cinq ans après le mariage, Anne est enceinte. Clément Moskarzewski, châtelain de Wiślica, l'accuse alors d'adultère avec Jacob Kobylanski et Nicolas Chrząstowski. Ladislas entend les rumeurs et fait emprisonner Jacob. Lors d'un congrès à Niepołomice, les nobles polonais prennent la défense de la reine et les accusations sont rejetées. Un an plus tard, Ladislas soupçonne une affaire entre la reine et Jędrzej Tęczyński, mais cette affaire n'atteint l'audience publique. En 1411, Micolas Kurowski (en), archevêque de Gniezno, accuse de nouveau Anne, mais il meurt avant que les rumeurs ne puissent être étudiés.
Le 8 avril 1408, Anne donne naissance à une fille, la princesse Edwige Jagellon. Ce n'est pas l'héritier mâle désiré par le roi ou nobles polonais, mais cette naissance renforce la position d'Anne qui devient un peu plus visible dans le paysage politique. En février 1410, lors de la guerre du royaume de Pologne-Lituanie contre l'ordre Teutonique, Anna est présent lorsque Ladislas rencontre Herman II. Après la bataille de Grunwald, Ladislas écrit deux lettres -l'une à Anne et l'autre à l'évêque Wojciech Jastrzębiec. En février 1412, Anne et Ladsilas sont invités au mariage d'Ernest, duc d'Autriche et de Cymburge de Mazovie. Après le mariage, le roi et la reine se rendent en Hongrie pour rencontrer Sigismond de Luxembourg. Anne rencontre également Barbara de Celje, femme de Sigismond et fille d'Herman II. Toutes deux ont grandi ensemble.
Au début de 1413, lors d'un congrès à Jedlnia, la princesse Edwige Jagellon, alors âgée de cinq ans, est officiellement proclamée héritière du trône. C'est une importante victoire politique pour Anne. La famille royale parcourent ensuite la Lituanie pour présenter la nouvelle héritière à la noblesse lituanienne. L'Union d'Horodło est signée en octobre 1413, Anne visite la Samogitie est observe sa christianisation. Plus tard, elle envoie un rapport au Concile de Constance. Au début de 1415, Anne voyage avec Ladislas et en mai rencontre Alexandre Ier de Moldavie à Sniatyn.
À la fin de 1415, le roi parcourt la Lituanie tandis que la reine demeure à Cracovie. Peut-être était-elle déjà malade. En février 1416, un envoyé spécial est dépêché auprès de Ladislas pour l'informer que son épouse est au plus mal. Malgré cette annonce, Ladislas ne se presse pas de rentrer à Cracovie, ce n'est qu'en mai qu'il regagne la capitale. Anne de Celje décède quelques jours plus tard. Elle est inhumée dans la cathédrale du Wawel.